# Czambuł

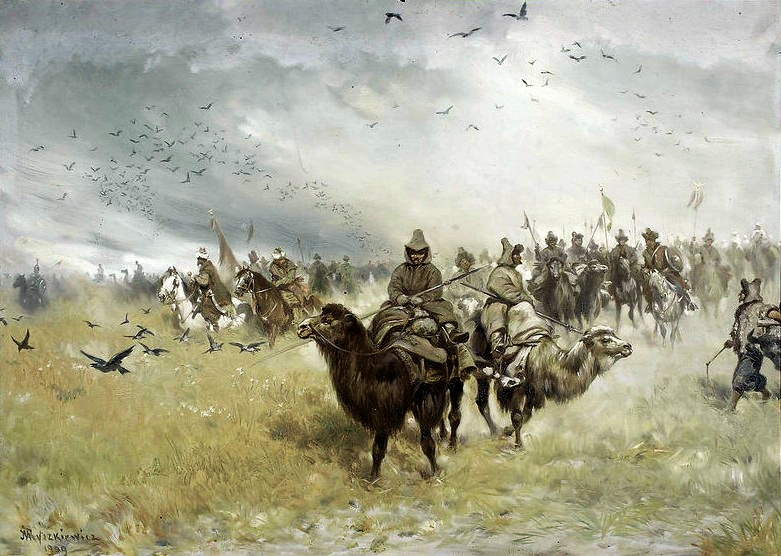
Czambuł tatarski w stepach

Czambuł (tur. czapuł – zagon) – specjalnie wydzielony oddział Tatarów, którego zadaniem było – w oderwaniu od sił głównych – dokonywanie zagonu w głębi terytorium nieprzyjaciela celem zdezorganizowania zaplecza i odwrócenia uwagi od działań własnych sił głównych, a także zagarnięcia zdobyczy, przede wszystkim jasyru.
Pojęciem tym określa się przede wszystkim oddziały Tatarów ordy krymskiej i budziackiej najeżdżające ziemie południowo-wschodniej Rzeczypospolitej w okresie od XVI do XVII wieku.